# VAN法
VAN法（英: VAN method）は、地球電磁気学的手法による地震予知の方法。

## 概要
ギリシャのアテネ大学の物理学者ヴァロツォス（Panayotis Varotsos）、アレクソプロス（Caesar Alexopoulos）及びノミコス（Kostas Nomikos）によって提案された地球電磁気学的手法による地震予知の方法である。VANは3名の頭文字である。1985年から予想を始め、1993年3月18日にはピルゴス市のマグニチュード5.7の地震予知に成功した。
1981年初頭にアテネ地域を襲った地震を契機として地電位変化の監視に着手した。測定原理は適当な距離で地面に埋められた一対の電極間の地電位差を測定する方法で地電位は、地磁気の変動、降雨、人工の雑音、電極の電気化学的な不安定さ等で常時変化しているので地震前兆信号を検知するためにはこれらのノイズから区別する必要がある。VANグループは正しい地点（sensitive stations）さえ選択すれば、地震前兆の電気信号（SES）が実在することを発見した。sensitive stationsにおいてさえ、観測された信号中わずか0.1%以下が前兆信号で他は全て雑音だったとされる。
地震の予知に成功したかどうかを判断する基準は予測された時間スケール内で予測された震央からおよそ100キロメートル以内で、かつ予測したＭの大きさのおよそ0.7ユニット以内で発生した場合に、予知は「成功」であったとカウントしていて、マグニチュード5.3以上の60%の予測に成功したとされる。1993年3月5日と26日に、二つの強い地震がギリシャのPirgos市を襲ったが、VAN予知に基づいて市民は準備したために被害は軽減できたとされる。阪神・淡路大震災の6時間半前に前兆現象を捉えていたという報告もある。
有効であるかどうかについては諸説あり、メカニズムの解明に向けて研究が進められつつある。